# Spletterenbrug
De Spletterenbrug is een spoorbrug in Eksaarde, een deelgemeente van de Belgische stad Lokeren. De brug maakte deel uit van de inmiddels afgebroken spoorlijn 77A over de Moervaart.

## Toponymie
De naam Spletteren verwijst naar de oude benaming van de omliggende velden.

## Geschiedenis
Oorspronkelijk moest de lijn 77A tweesporig zijn, waardoor de oostelijke kant van de brugpijlers dubbel zo breed zijn dan de brug zelf.
De brug werd tweemaal opgeblazen: in 1918 door het Duitse leger en in 1940 door het Belgische leger. De huidige metalen constructie is door de Duitse bezetters gebouwd, en ook bij de afbraak van de spoorlijn in 1973 blijven bestaan.
John Kennedybrug · Spanjeveerbrug · Overledebrug · Kalvebrug · Terwestbrug · Vapeurbrug · Dambrug · Coudenbornbrug · Sinaaibrug · Spletterenbrug